# Emiljano Vila
Emiljano Vila (Durazzo, 12 marzo 1988) è un calciatore albanese, centrocampista del Teuta.

## Carriera

### Club
Il 1º giugno 2009 viene acquistato dalla Dinamo Zagabria per 300.000 euro, e subito dopo viene ceduto in prestito alla Lokomotiva Zagabria per 6 mesi.
Il 1º gennaio 2010 viene acquistato in prestito oneroso per 55.000 euro dalla Dinamo Tirana, dove milita per una stagione e mezza prima di ritornare alla Dinamo Zagabria.
Il 1º luglio 2011 viene acquistato a titolo definitivo dal PAS Giannina per 120.000 euro.

### Nazionale
Ha giocato nelle nazionali giovanili albanesi Under-17, Under-19 ed Under-21.
Ha debuttato con la maglia della nazionale maggiore albanese nel 2009.

## Statistiche

### Presenze e reti nei club
Statistiche aggiornate al 10 aprile 2021.
| Stagione                | Squadra                 | Campionato              | Campionato | Campionato | Coppe nazionali | Coppe nazionali | Coppe nazionali | Coppe continentali | Coppe continentali | Coppe continentali | Altre coppe | Altre coppe | Altre coppe | Totale | Totale |
| Stagione                | Squadra                 | Comp                    | Pres       | Reti       | Comp            | Pres            | Reti            | Comp               | Pres               | Reti               | Comp        | Pres        | Reti        | Pres   | Reti   |
| ----------------------- | ----------------------- | ----------------------- | ---------- | ---------- | --------------- | --------------- | --------------- | ------------------ | ------------------ | ------------------ | ----------- | ----------- | ----------- | ------ | ------ |
| 2006-2007               | Teuta                   | KS                      | 17         | 2          | CA              | 0               | 0               | -                  | -                  | -                  | -           | -           | -           | 17     | 2      |
| 2007-2008               | Teuta                   | KS                      | 24         | 0          | CA              | 0               | 0               | CU                 | 2                  | 0                  | -           | -           | -           | 26     | 0      |
| 2008-2009               | Teuta                   | KS                      | 31         | 15         | CA              | 2               | 2               | -                  | -                  | -                  | -           | -           | -           | 33     | 17     |
| 2009-gen. 2010          | Lokomotiva Zagabria     | 1. HNL                  | 8          | 0          | CC              | 0               | 0               | -                  | -                  | -                  | -           | -           | -           | 8      | 0      |
| gen.-giu. 2010          | Dinamo Tirana           | KS                      | 15         | 2          | CA              | 2               | 0               | -                  | -                  | -                  | -           | -           | -           | 17     | 2      |
| 2010-2011               | Dinamo Tirana           | KS                      | 30+1       | 13+1       | CA              | 7               | 3               | UCL                | 2                  | 1                  | SA          | 1           | 0           | 41     | 18     |
| Totale Dinamo Tirana    | Totale Dinamo Tirana    | Totale Dinamo Tirana    | 45+1       | 15+1       |                 | 9               | 3               |                    | 2                  | 1                  |             | 1           | 0           | 58     | 20     |
| 2011-2012               | PAS Giannina            | SL                      | 22         | 5          | CG              | 0               | 0               | -                  | -                  | -                  | -           | -           | -           | 22     | 5      |
| 2012-2013               | PAS Giannina            | SL                      | 28+5       | 0          | CG              | 6               | 1               | -                  | -                  | -                  | -           | -           | -           | 39     | 1      |
| 2013-2014               | PAS Giannina            | SL                      | 29         | 3          | CG              | 2               | 0               | -                  | -                  | -                  | -           | -           | -           | 31     | 3      |
| Totale PAS Giannina     | Totale PAS Giannina     | Totale PAS Giannina     | 79+5       | 8+0        |                 | 8               | 1               |                    | -                  | -                  |             | -           | -           | 92     | 9      |
| 2014-2015               | Partizani Tirana        | KS                      | 34         | 4          | CA              | 0               | 0               | -                  | -                  | -                  | -           | -           | -           | 34     | 4      |
| lug. 2015               | Partizani Tirana        | KS                      | 0          | 0          | CA              | 0               | 0               | UEL                | 2                  | 0                  | -           | -           | -           | 2      | 0      |
| 2015-gen. 2016          | İnter Baku              | PL                      | 6          | 0          | CA              | 1               | 0               | UEL                | -                  | -                  | -           | -           | -           | 7      | 0      |
| gen.-giu. 2016          | Partizani Tirana        | KS                      | 18         | 4          | CA              | 1               | 0               | UEL                | -                  | -                  | -           | -           | -           | 19     | 4      |
| 2016-2017               | Partizani Tirana        | KS                      | 35         | 1          | CA              | 2               | 1               | UCL+UEL            | 4+3                | 0                  | -           | -           | -           | 44     | 2      |
| 2017-gen. 2018          | Partizani Tirana        | KS                      | 14         | 0          | CA              | 1               | 0               | UEL                | 2                  | 0                  | -           | -           | -           | 17     | 0      |
| Totale Partizani Tirana | Totale Partizani Tirana | Totale Partizani Tirana | 101        | 9          |                 | 4               | 1               |                    | 11                 | 0                  |             | -           | -           | 116    | 10     |
| gen.-giu. 2018          | Skënderbeu              | KS                      | 14         | 2          | CA              | 4               | 0               | UEL                | -                  | -                  | -           | -           | -           | 18     | 2      |
| 2018-2019               | Kerkyra                 | FL                      | 14         | 1          | CG              | 3               | 0               | -                  | -                  | -                  | -           | -           | -           | 17     | 1      |
| 2019-2020               | Teuta                   | KS                      | 35         | 4          | CA              | 6               | 0               | UEL                | -                  | -                  | -           | -           | -           | 41     | 4      |
| 2020-2021               | Teuta                   | KS                      | 27         | 2          | CA              | 3               | 2               | UEL                | 2                  | 0                  | SA          | 1           | 0           | 33     | 4      |
| Totale Teuta            | Totale Teuta            | Totale Teuta            | 134        | 23         |                 | 11              | 4               |                    | 4                  | 0                  |             | 1           | 0           | 150    | 27     |
| Totale carriera         | Totale carriera         | Totale carriera         | 401+6      | 58+1       |                 | 40              | 9               |                    | 17                 | 1                  |             | 2           | 0           | 466    | 69     |

### Cronologia presenze e reti in nazionale
| Cronologia completa delle presenze e delle reti in nazionale ― Albania | Cronologia completa delle presenze e delle reti in nazionale ― Albania | Cronologia completa delle presenze e delle reti in nazionale ― Albania | Cronologia completa delle presenze e delle reti in nazionale ― Albania | Cronologia completa delle presenze e delle reti in nazionale ― Albania | Cronologia completa delle presenze e delle reti in nazionale ― Albania | Cronologia completa delle presenze e delle reti in nazionale ― Albania | Cronologia completa delle presenze e delle reti in nazionale ― Albania |
| Data                                                                   | Città                                                                  | In casa                                                                | Risultato                                                              | Ospiti                                                                 | Competizione                                                           | Reti                                                                   | Note                                                                   |
| ---------------------------------------------------------------------- | ---------------------------------------------------------------------- | ---------------------------------------------------------------------- | ---------------------------------------------------------------------- | ---------------------------------------------------------------------- | ---------------------------------------------------------------------- | ---------------------------------------------------------------------- | ---------------------------------------------------------------------- |
| 10-6-2009                                                              | Tirana                                                                 | Albania                                                                | 1 – 1                                                                  | Georgia                                                                | Amichevole                                                             | -                                                                      | 80’                                                                    |
| 12-8-2009                                                              | Tirana                                                                 | Albania                                                                | 6 – 1                                                                  | Cipro                                                                  | Amichevole                                                             | 1                                                                      | 67’                                                                    |
| 9-9-2009                                                               | Tirana                                                                 | Albania                                                                | 1 – 1                                                                  | Danimarca                                                              | Qual. Mondiali 2010                                                    | -                                                                      | 84’                                                                    |
| 14-11-2009                                                             | Tallinn                                                                | Estonia                                                                | 0 – 0                                                                  | Albania                                                                | Amichevole                                                             | -                                                                      | 71’                                                                    |
| 3-3-2010                                                               | Tirana                                                                 | Albania                                                                | 1 – 0                                                                  | Irlanda del Nord                                                       | Amichevole                                                             | -                                                                      | 81’                                                                    |
| 25-5-2010                                                              | Podgorica                                                              | Montenegro                                                             | 0 – 1                                                                  | Albania                                                                | Amichevole                                                             | -                                                                      | 90’                                                                    |
| 11-8-2010                                                              | Durazzo                                                                | Albania                                                                | 1 – 0                                                                  | Uzbekistan                                                             | Amichevole                                                             | -                                                                      | 66’                                                                    |
| 17-11-2010                                                             | Coriza                                                                 | Albania                                                                | 0 – 0                                                                  | Macedonia                                                              | Amichevole                                                             | -                                                                      | 74’                                                                    |
| 20-6-2011                                                              | Buenos Aires                                                           | Argentina                                                              | 4 – 0                                                                  | Albania                                                                | Amichevole                                                             | -                                                                      | 46’                                                                    |
| 11-11-2011                                                             | Tirana                                                                 | Albania                                                                | 0 – 1                                                                  | Azerbaigian                                                            | Amichevole                                                             | -                                                                      | 46’                                                                    |
| 15-11-2011                                                             | Prilep                                                                 | Macedonia                                                              | 0 – 0                                                                  | Albania                                                                | Amichevole                                                             | -                                                                      | 90’                                                                    |
| 29-2-2012                                                              | Tbilisi                                                                | Georgia                                                                | 2 – 1                                                                  | Albania                                                                | Amichevole                                                             | -                                                                      | 85’                                                                    |
| 22-5-2012                                                              | Madrid                                                                 | Qatar                                                                  | 1 – 2                                                                  | Albania                                                                | Amichevole                                                             | -                                                                      | 87’                                                                    |
| 27-5-2012                                                              | Istanbul                                                               | Albania                                                                | 1 – 0                                                                  | Iran                                                                   | Amichevole                                                             | 1                                                                      | 86’                                                                    |
| 15-8-2012                                                              | Tirana                                                                 | Albania                                                                | 0 – 0                                                                  | Moldavia                                                               | Amichevole                                                             | -                                                                      | 73’                                                                    |
| 7-9-2012                                                               | Tirana                                                                 | Albania                                                                | 3 – 1                                                                  | Cipro                                                                  | Qual. Mondiali 2014                                                    | -                                                                      | 72’                                                                    |
| 11-9-2012                                                              | Lucerna                                                                | Svizzera                                                               | 2 – 0                                                                  | Albania                                                                | Qual. Mondiali 2014                                                    | -                                                                      | 55’                                                                    |
| 16-10-2012                                                             | Tirana                                                                 | Albania                                                                | 1 – 0                                                                  | Slovenia                                                               | Qual. Mondiali 2014                                                    | -                                                                      | 44’ 84’                                                                |
| 14-11-2012                                                             | Lancy                                                                  | Albania                                                                | 0 – 0                                                                  | Camerun                                                                | Amichevole                                                             | -                                                                      | 59’                                                                    |
| 6-2-2013                                                               | Tirana                                                                 | Albania                                                                | 1 – 2                                                                  | Georgia                                                                | Amichevole                                                             | -                                                                      | 62’                                                                    |
| 26-3-2013                                                              | Tirana                                                                 | Albania                                                                | 4 – 1                                                                  | Lituania                                                               | Amichevole                                                             | -                                                                      | 81’                                                                    |
| 7-6-2013                                                               | Tirana                                                                 | Albania                                                                | 1 – 1                                                                  | Norvegia                                                               | Qual. Mondiali 2014                                                    | -                                                                      | 84’                                                                    |
| 5-3-2014                                                               | Durazzo                                                                | Albania                                                                | 2 – 0                                                                  | Malta                                                                  | Amichevole                                                             | -                                                                      | 82’                                                                    |
| 31-5-2014                                                              | Yverdon                                                                | Albania                                                                | 0 – 1                                                                  | Romania                                                                | Amichevole                                                             | -                                                                      | 65’                                                                    |
| 4-6-2014                                                               | Budapest                                                               | Ungheria                                                               | 1 – 0                                                                  | Albania                                                                | Amichevole                                                             | -                                                                      | 80’                                                                    |
| 8-6-2014                                                               | Serravalle                                                             | San Marino                                                             | 0 – 3                                                                  | Albania                                                                | Amichevole                                                             | 1                                                                      |                                                                        |
| 14-11-2014                                                             | Rennes                                                                 | Francia                                                                | 1 – 1                                                                  | Albania                                                                | Amichevole                                                             | -                                                                      | 85’                                                                    |
| Totale                                                                 |                                                                        | Presenze                                                               | 27                                                                     |                                                                        | Reti                                                                   | 3                                                                      |                                                                        |

## Palmarès

### Club

#### Competizioni nazionali
- Campionato albanese: 2

Dinamo Tirana: 2009-2010
Teuta: 2020-2021
- Coppa d'Albania: 1

Teuta: 2019-2020
- Supercoppa d'Albania: 2

Teuta: 2020
Partizani Tirana: 2023